# 吉力湖
吉力湖又称考勒湖、巴嘎、小海子，是一个位于中国新疆维吾尔族自治区福海县的湖泊，位于福海县城福海镇以南14千米，西北距乌伦古湖9千米。湖面高程482.80米时，湖长约16.8千米，平均宽10.4千米，湖面面积约174平方千米，实测最大水深14.7米，平均水深9.9米，湖水容量约17.2亿立方米，湖水矿化度0.41克每升，为淡水湖。湖水主要依靠乌伦古河补给，通过西北角长约9千米的库依尔尕河向西北泄入乌伦古湖。随着乌伦古河上游地区灌溉面积及蓄水工程的增加，乌伦古河下游经常断流，吉力湖水位明显下降。吉力湖是新疆水产养殖业发展基地之一。